# Прапор Сніжного
Міськи́й пра́пор Сніжно́го — офіційний символ міста Сніжне Донецької області. Затверджений 28 квітня 2004 р. рішенням № 24/13 сесії міської ради.

## Опис
Прямокутник з відношенням вертикальної і горизонтальної сторін 1:2. На полі жовтого кольору зліва розташована синя смуга - 1/4 частина від горизонтальної сторони. По ній вертикально розташовані 3 біло-блакитні сніжинки, що символізують минуле, сьогодення і майбутнє міста.

## Історія
У 2003 році оголошено конкурс на найкращий проєкт герба і прапора міста Сніжного. До комісії було подано понад 50 проєктів, але депутати вирішили не міняти старий герб. Найкращим проєктом прапора була визнана робота І. Валенкова. Герб і прапор фактично затверджений 28 квітня 2004 року, коли було затверджено Рішення № 24/13, яке закріпило Статут територіальної громади, в якому містилося положення про герб і прапор.